# Flavacourt

Flavacourt este o comună în departamentul Oise, Franța. În 1 ianuarie 2022 avea o populație de 677 de locuitori.